# Felderimyia flavipennis
Felderimyia flavipennis är en tvåvingeart som beskrevs av Albany Hancock och Drew 1994. Felderimyia flavipennis ingår i släktet Felderimyia och familjen borrflugor. Inga underarter finns listade i Catalogue of Life.